# Ningning
Ning Yizhuo (chinês simplificado: 宁艺卓, pinyin: Ning Yìzhuō; Harbin, Heilonquião, 23 de outubro de 2002), conhecida profissionalmente como Ningning (hangul: 닝닝), é uma cantora chinesa baseada na Coreia do Sul. Ela é integrante do girl group sul-coreano Aespa, formado pela SM Entertainment em 17 de novembro de 2020.

## Início de vida
Ningning nasceu como Ning Yizhuo em 23 de outubro de 2002, em Harbin, China. Ela frequentou a Harbin Normal University Middle School (哈尔滨师范大学附属中学) e a Beijing Contemporary Music Academy (北京市现代音乐学校), graduando-se em ambas.

## Carreira

### Pré-estreia
Ningning foi observada pela SM Entertainment após sua aparição no programa de TV chinês Let's Sing Kids. Mais tarde, ela foi apresentada como membro da equipe de treinamento de pré-estreia SM Rookies em 19 de setembro de 2016. Como parte da equipe, ela apareceu no segmento Rookies Princess: Who's the Best? do programa My SMT naquele ano, e gravou vários covers para o programa de TV animado coreano Shining Star em 2017.

### 2020–presente: Estreia e atividades solo
Após 4 anos de treinamento, Ningning foi revelada como a terceira integrante do Aespa em 28 de outubro de 2020, apresentada pela SM como uma "membro chinês de 18 anos com uma voz marcante" através das redes sociais oficiais da empresa. O grupo estreou em 17 de novembro de 2020, com o lançamento do single digital "Black Mamba". Em 2022, Ningning lançou uma OST com a colega de grupo Winter chamada "Once Again" como parte da trilha sonora oficial do drama sul-coreano Our Blues. A canção alcançou a posição 119 na Circle Digital Chart. Em dezembro, ela participou de 2 faixas do álbum de conclusão anual de fim de ano da SM 2022 Winter SM Town: SMCU Palace, "Time After Time" e "Good To Be Alive", com colegas de gravadora da SM.
Em 30 de julho de 2023, Ningning lançou o single "WYA" com Jay Park. A canção foi uma colaboração surpresa para o programa The Next 2023 da WeTV, onde Jay Park apareceu como mentor regular. Um remix do single foi lançado posteriormente em 13 de agosto, apresentando PH-1, Lexie Liu, ØZI e Masiwei.
Em 12 de março de 2024, Ningning lançou a OST "Count on Me" para o drama The Midnight Studio. Em 15 de março, ela foi anunciada como MC do dia 2 da KCON 2024 em Hong Kong ao lado de Myung Jae-hyun do grupo masculino BoyNextDoor.

## Endossos
Em 8 de fevereiro de 2024, a grife italiana de moda de luxo Versace nomeou Ningning como embaixadora global da marca.

## Discografia

### Singles
| Título                                                                                    | Ano  | Melhores posições nas paradas | Álbum               |
| Título                                                                                    | Ano  | KOR                           | Álbum               |
| ----------------------------------------------------------------------------------------- | ---- | ----------------------------- | ------------------- |
| "Bored!"                                                                                  | 2024 | 178                           | Synk: Parallel Line |
| "—" denota lançamentos que não entraram nas paradas ou não foram lançados naquela região. |      |                               |                     |

### Colaborações
| Título                                                                                    | Ano  | Melhores posições nas paradas | Álbum                             |
| Título                                                                                    | Ano  | COR                           | Álbum                             |
| ----------------------------------------------------------------------------------------- | ---- | ----------------------------- | --------------------------------- |
| "Snow Dream 2021" (com Yeri, Haechan, Chenle e Jisung)                                    | 2021 | —                             | 2021 Winter SM Town: SMCU Express |
| "Time After Time" (원) (com BoA e Wendy)                                                  | 2022 | —                             | 2022 Winter SM Town: SMCU Palace  |
| "Good to Be Alive" (com Hyoyeon, Key, Chen, Johnny, Ginjo, Raiden, Imlay e Mar Vista)     | 2022 | —                             | 2022 Winter SM Town: SMCU Palace  |
| "WYA" (妳在哪裡) (com Jay Park ou remix com PH-1, Lexie Liu, ØZI e Masiwei)               | 2023 | —                             | Adicionado á nenhum álbum         |
| "—" denota lançamentos que não entraram nas paradas ou não foram lançados naquela região. |      |                               |                                   |

### Aparições em trilhas sonoras
| Título                                                                                    | Ano  | Melhores posições nas paradas | Álbum                   |
| Título                                                                                    | Ano  | COR                           | Álbum                   |
| ----------------------------------------------------------------------------------------- | ---- | ----------------------------- | ----------------------- |
| "Once Again" (com Winter)                                                                 | 2022 | 119                           | Our Blues OST           |
| "Count on Me"                                                                             | 2024 | —                             | The Midnight Studio OST |
| "—" denota lançamentos que não entraram nas paradas ou não foram lançados naquela região. |      |                               |                         |

### Outras participações
| Título   | Ano  | Outro(s) artista(s) | Álbum                         |
| -------- | ---- | ------------------- | ----------------------------- |
| "Melody" | 2023 | —                   | The Next EP. 4 (Live Version) |

### Créditos de composição
Todos os créditos das canções são adaptados do banco de dados da Korea Music Copyright Association, salvo indicação em contrário.
| Ano  | Artista  | Canção   | Álbum               | Letrista  | Letrista                       | Compositor | Compositor | Ref.   |
| Ano  | Artista  | Canção   | Álbum               | Creditada | Com                            | Creditada  | Com        | Ref.   |
| ---- | -------- | -------- | ------------------- | --------- | ------------------------------ | ---------- | ---------- | ------ |
| 2024 | Ningning | "Bored!" | Synk: Parallel Line | Yes       | Hilda Stenmalm, Bård Bonsaksen | Não        | N/A        | [ 21 ] |

## Filmografia

### Programas de televisão
| Ano  | Título           | Papel                      | Notas        | Ref.   |
| ---- | ---------------- | -------------------------- | ------------ | ------ |
| 2011 | China Got Talent | Concorrente                | 2ª temporada | [ 13 ] |
| 2015 | Let's Sing Kids  | Concorrente                | 3ª temporada | [ 13 ] |
| 2023 | The Next 2023    | Mentora convidada especial |              | [ 9 ]  |

### Apresentações em programas
| Ano  | Título              | Notas                                  | Ref.   |
| ---- | ------------------- | -------------------------------------- | ------ |
| 2024 | KCON Hong Kong 2024 | MC especial (dia 1) com Myung Jae-hyun | [ 12 ] |